# Zgoda, Warmińsko-Mazurskie
Zgoda [ˈzɡɔda] (tiếng Đức: Gerlachsdorf)  là một ngôi làng ở quận hành chính của Gmina Braniewo, trong huyện Braniewski, Warmińsko-Mazurskie, ở miền bắc Ba Lan, gần biên giới với Kaliningrad của Nga. Nó nằm khoảng 6 kilômét (4 mi)  phía bắc Braniewo và 84 km (52 mi) phía tây bắc của thủ đô khu vực Olsztyn.
Ngôi làng có dân số là 174 người.